# Football South
Football South es el ente regional del sur de la Isla Sur de Nueva Zelanda. Fue creado en el año 2000 y es supervisada por la Asociación de Fútbol de Nueva Zelanda, a su vez, se divide en cuatro organizaciones regionales, Central Otago Football, Otago Football, South Canterbury Football y Southland Football. Además, está encargado de administrar al Otago United.

## Competiciones
La FootballSouth Premier League es el máximo campeonato futbolístico de esta asociación. Participan 10 equipos.
- Datos: Q5863710